# Laiber
Laiber ist eine Einöde und Ortsteil der Gemeinde Mickhausen im Südwesten des Landkreises Augsburg im Regierungsbezirk Schwaben in Bayern.
Laiber liegt in den Stauden.

## Geschichte
Bis zur Gebietsreform in Bayern am 1. Juli 1972 gehörte Laiber zur ehemaligen Gemeinde Reinhartshofen im Landkreis Schwabmünchen und wurde dann dem Landkreis Augsburg (zunächst mit der Bezeichnung Landkreis Augsburg-West) zugeschlagen. Am 1. Mai 1978 erfolgte die Umgemeindung in die Gemeinde Mickhausen.

## Kirche
Laiber gehört größtenteils zur katholischen Pfarrei Sankt Nikolaus in Siegertshofen, ein Haus gehört jedoch zur katholischen Pfarrei Sankt Wolfgang in Mickhausen.